# Mohammad Nabi
Pour les articles homonymes, voir Nabi.
Mohammad Nabi, né le 1er janvier ou le 7 mars 1985 dans la province de Logar (Afghanistan), est un joueur de cricket afghan qui a été capitaine du groupe lors des matches en séries limitées. Nabi joue le rôle de batteur droitier et de lanceur off break. 
Il a joué un rôle majeur dans l'ascension du cricket international en Afghanistan, participant à leur premier One-day International en avril 2009 et à leur premier match test en juin 2018. Il a été capitaine lors des premières apparitions de la Coupe d'Asie 2014 et de la Coupe du monde de cricket de 2015. Nabi a également participé à de nombreux tournois de franchise Twenty20 et a été le premier joueur afghan à être sélectionné pour la vente aux enchères de joueurs de la Première ligue indienne.